# Щучья Гребля
Щу́чья Гре́бля (укр. Щуча Гребля — Щучья Дамба) — село, расположенное на территории Бахмачского района Черниговской области (Украина).
Население составляет 325 жителей (2006 год). Плотность населения — 641,67 чел/кв.км.
Впервые упоминается в 1600 году.
Село Щучья Гребля находится примерно в 32 км к югу от центра города Бахмач. Средняя высота населённого пункта — 142 м над уровнем моря. Село находится в зоне умеренно континентального климата.
Национальный состав представлен преимущественно украинцами, конфессиональный состав — христианами.